# نوكند (باقران)
نوكند (بالفارسية: نوکند) هي مستوطنة تقع في إيران في قسم باقران الريفي. يقدر عدد سكانها بـ 94 نسمة .